# Блынский, Дмитрий Иванович
Дми́трий Ива́нович Блы́нский (23 февраля 1932, д. Васютино, Центрально-Чернозёмная область — 20 октября 1965, Мурманск) — советский поэт, художник, журналист, переводчик. Член Союза писателей СССР с 1957 года.
Творчество Дмитрия Блынского пользуется известностью, главным образом, на Орловщине, где издаются его произведения, проводятся мероприятия, связанные с именем поэта. Как показывает статистика, Блынский, наряду с Тургеневым, Лесковым, Андреевым, Фетом, Тютчевым, является одним из наиболее известных литераторов-орловцев.

## Биография

### Детство
Дмитрий Иванович Блынский родился 23 февраля 1932 года в деревне Васютино Дросковского района Центрально-Чернозёмной области (ныне — Покровский район Орловской области) в семье плотника Ивана Гавриловича Блынского и его жены Прасковьи Ивановны Блынской (урожд. Семёновой). Всего в семье родилось трое детей: у Блынского были младшие сёстры Валентина и Нина.

По воспоминаниям младшей сестры, рос он, «как и все деревенские мальчишки: летом играл в лапту, купался в пруду, ловил рыбёшку». Стихи начал писать рано. Когда началась Великая Отечественная война, Прасковья Ивановна с детьми, не сумев вовремя эвакуироваться из деревни накануне её занятия немцами, была вынуждена остаться в Васютино. Здесь Блынский стал очевидцем неоднократных расправ немецких солдат над односельчанами, в том числе его школьным учителем и группой красноармейцев. 

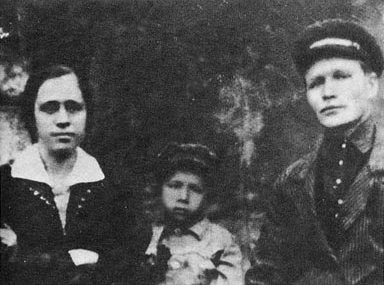
Пятилетний Дмитрий Блынский с родителями. Июнь 1937 года

Видел мальчик и показательные приготовления к расстрелу его матери, которую немцы всё же оставили в живых. Когда деревня Васютино была освобождена, отец будущего поэта ушёл на фронт, а в доме Блынских разместилась начальная школа. Колхозу было нечем платить за аренду помещения, но Прасковья Ивановна и не настаивала на этом.
После окончания войны Иван Гаврилович Блынский вернулся домой тяжело раненый и контуженный. Несмотря на сделанную операцию, его состояние не улучшалось. Ежедневно подолгу работавшая в колхозе, жена была вынуждена выписать его из больницы, чтобы тот мог хотя бы присматривать за детьми. Через неделю после выписки, 13 июля 1946 года, Иван Гаврилович умер. Ему было 39 лет. Сестра Дмитрия Блынского, Валентина, которой на тот момент было 4 года, вспоминала со слов матери:
Мама поплелась к бригадиру, чтобы попросить у него немного зерна для кутьи на поминки мужа и отца. Тот отрезал: «Он не заработал».
Ещё будучи школьником, Дмитрий Блынский начал публиковаться в районной газете. Он был не только местной знаменитостью, но и единственным в районе колхозником, которому полагалась продуктовая карточка — за талант. Свои первые стихи по признанию самого поэта, он написал 9 мая 1945 года — в День Победы.

### Юность
Вскоре после смерти отца Дмитрий Блынский окончил школу-семилетку и отправился учиться в известную Федоскинскую художественную школу, которая находилась в 35 километрах к северу от Москвы. Домой он отправлял восхищённые письма о «ручке, которой можно исписать целую тетрадку, не макая пера в чернильницу», о «домах в Москве»: «смотришь на крышу — и шапка сваливается…». Блынский был одним из лучших на своём курсе в художественном училище. На последнем, четвёртом курсе училища он был призван на службу на Балтийский флот. Студент скрыл это от семьи, и очередное письмо Прасковье Ивановне он прислал уже не из Федоскино, где учился живописи, а с Балтийского флота. Судя по всему, он не хотел не только расстраивать мать долгой разлукой, но и вводить её в лишний расход на проводы, принятые в деревне. По истечении двух лет службы Блынский был комиссован по состоянию здоровья, из-за язвы желудка. После службы он ненадолго вернулся в Васютино, где работал в колхозе, помогал матери.
Дмитрий был одним из десяти уроженцев Орловщины, приглашённых на Всероссийский смотр сельской художественной самодеятельности в Москве. Выступая в качестве поэта, он открывал программу орловцев чтением отрывка из своей поэмы «Верный друг», посвящённой Николаю Островскому — любимому писателю автора. Летом 1954 года Блынский участвовал в работе межобластного семинара молодых писателей в Воронеже, где удостоился высокой оценки и получил рекомендацию в Литературный институт имени А. М. Горького. После успешного прохождения творческого конкурса он был приглашён на вступительные экзамены и, сдав их, был зачислен на первый курс института. Брат, по словам Валентины Блынской, поддерживал регулярную переписку с семьёй, а на каникулах сам приезжал в Васютино. Среди односельчан он пользовался большой популярностью: если на выгоне собиралась молодёжь, а Блынский в это время был в деревне, его всегда просили прочитать стихи, рассказать что-нибудь интересное. В свободное время, пребывая на родине, Дмитрий рисовал, писал картины.
Во время обучения в Москве большую поддержку молодому поэту оказывали Лев Ошанин и Михаил Исаковский, лестно отзывался о его творчестве и Александр Твардовский. В статье «Песня о России», написанной Блынским к 60-летию Исаковского и опубликованной в «Комсомольской правде» от 20 января 1960 года, он вспоминал, как в апреле 1957 года, придя на занятия в Литературный институт, получил записку с телефонным номером и словами «Позвони Исаковскому. Он ждёт твоего звонка». На следующее утро Блынский позвонил знаменитому поэту, затем встретился с ним, показал несколько своих стихотворений. Через месяц они были напечатаны в «Комсомольской правде» с положительной аннотацией Исаковского. Льву Ошанину, семинар которого Блынский посещал, он дал обещание собрать пятьдесят местных диалектов Орловщины. В итоге ему удалось собрать даже больше. В том же 1957 году из-под пера поэта вышел стихотворный сборник «Сердцу милый край», ставший для него путёвкой в Союз писателей СССР.

### Литературная работа
В 1959 году Блынский с отличием окончил Литературный институт, став первым его выпускником-уроженцем Орловщины, и вскоре стал инструктором Отдела пропаганды ЦК ВЛКСМ, куда был приглашён для работы с творческой молодёжью на предприятиях, ударных стройках, на целине, в армии. Некоторое время он работал в отделе литературы и искусства «Комсомольской правды», много ездил по стране.
10 января 1961 года, после продолжительных раздумий, Блынский приехал в Орёл и, по приглашению редактора газеты «Орловская правда» И. М. Патенкова, стал её собкором. В этот период поэт много печатался и зачастую выступал перед рабочими, нередко ездил в командировки по районам, шефствовал над литературным объединением при ведомственной газете «Строитель», которому впоследствии было присвоено его имя. Блынский поддерживал отношения с известными в будущем орловскими литераторами, такими как Пётр Гапоненко, Василий Катанов и Борис Попов.
Период жизни в Орле для Дмитрия Блынского закончился свадьбой: избранницей поэта стала девушка по имени Татьяна, с которой он познакомился в Москве. Свадебное торжество проходило в родной деревне поэта. 5 сентября 1962 года у супругов Блынских родился сын Иван. Вскоре после этого Татьяна с ребёнком перебралась в Москву, а ещё через какое-то время, оставив работу в «Орловской правде», к семье присоединился Дмитрий.
Член Союза писателей СССР, после возвращения в Москву Блынский отправлялся в частые поездки по стране в составе писательских бригад по маршрутам Союза писателей, встречался с читателями на литературных вечерах, выступал на заводах и стройках, в совхозах и колхозах. Помимо написания стихов, он продолжал заниматься журналистикой и экспериментировал с переводами с английского, о чём сообщал в письме матери и сёстрам. Произведения Блынского печатались в газетах «Правда», «Известия», «Комсомольская правда», «Советская Литва», «Молодой целинник», журналах «Огонёк», «Молодая гвардия», «Смена», «Октябрь», «Сельская молодёжь», «Подъём», сборнике «День поэзии», коллективных сборниках и других изданиях.

### Смерть
В последние годы жизни Дмитрий Блынский работал над поэмой «Мать», посвящённой матери В. И. Ленина — М. А. Ульяновой, а также над циклом поэтических переложений сказок народов мира. Часть этих произведений впоследствии вошла в посмертные издания Блынского. 12 октября 1965 года газета «Правда» послала Блынского в Мурманск для написания статьи о тружениках Заполярья. «Он никогда не жаловался на своё сердце, — рассказывала Валентина Блынская, — но именно перед этой командировкой почувствовал в нём перебои». Отказавшись, по воспоминаниям сестры, от совета жены обратиться к врачу, он отправился в командировку и через восемь дней, 20 октября, скоропостижно скончался в результате сердечного приступа. Тело поэта в закрытом цинковом гробу доставили в Москву и предали земле на Пятницком кладбище, несмотря на желание матери похоронить Дмитрия в Орле. Она пережила сына всего на три года. Некролог в газете «Орловский комсомолец» гласил:
Его [Блынского] светлый, жизненный талант переживёт годы, радуя читателей своей чистотой, будя в них патриотические чувства. Поэзии Блынского жить, ибо она верна лучшим традициям русской поэтической школы, знаменем которой является гуманизм.
По словам однокурсника Блынского, писателя Ивана Дроздова, причиной ранней смерти поэта стал алкоголизм. «Дима Блынский — талантливейший из молодых поэтов, поехал в Мурманск, там спился и домой вернулся в цинковом гробу», — писал Дроздов в своей книге «Унесённые водкой. О пьянстве русских писателей».  По воспоминаниям писателя Кима Саранчина, Блынский умер от антабусной реакции.

## Память
Память о Дмитрии Блынском увековечена в Орле и Орловской области. В деревне Васютино, на родине поэта, появился мраморный бюст поэта работы Б. Д. Бологова, а колхоз «Заветная мечта» и Орловский часовой завод учредили премию года имени Д. И. Блынского за лучшие произведения орловских писателей. На стене дома Блынских в Васютине была установлена мемориальная доска, посвящённая поэту. Другая памятная доска была установлена уже в постсоветский период, в августе 2005 года, на стене дома № 39 по улице Горького, в котором Блынский когда-то жил некоторое время.
В самом Орле, в микрорайоне Прокуровка Северного района города, появилась улица Дмитрия Блынского, а 9 октября 2002 года в орловской школе № 45 состоялось открытие мемориальной комнаты «Памяти Дмитрия Блынского». В заключение торжественной линейки по случаю открытия директор школы М. А. Фролова обратилась от имени всех учителей и учащихся к главе администрации Северного района с просьбой присвоить школе имя поэта. Постановлением городского Совета народных депутатов от 31 октября того же года эта просьба была удовлетворена. У входа в здание школы также появилась мемориальная доска с барельефом Блынского. На данный момент мемориальная комната в школе № 45, посвящённая Блынскому, функционирует как школьный музей. В нём собраны фотодокументы, книги поэта, картины, написанные его рукой, автографы, письма. К открытию музея школе был подарен гипсовый бюст поэта работы скульптора В. Ф. Михеева.
16 декабря 2010 года орловский Совет народных депутатов постановил присвоить имя Дмитрия Блынского филиалу № 9 муниципального учреждения культуры «Централизованная библиотечная система города Орла».

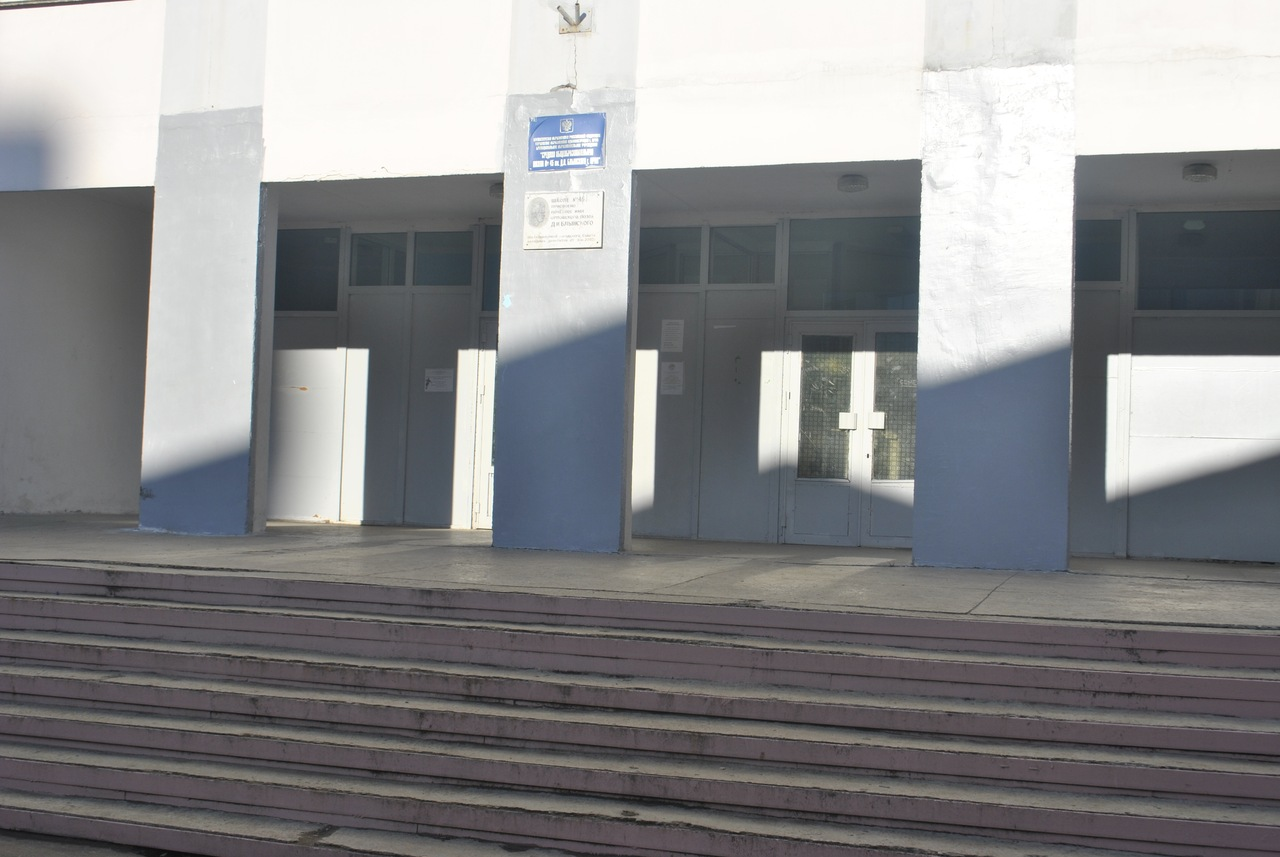
Фасад школы № 45 города Орла
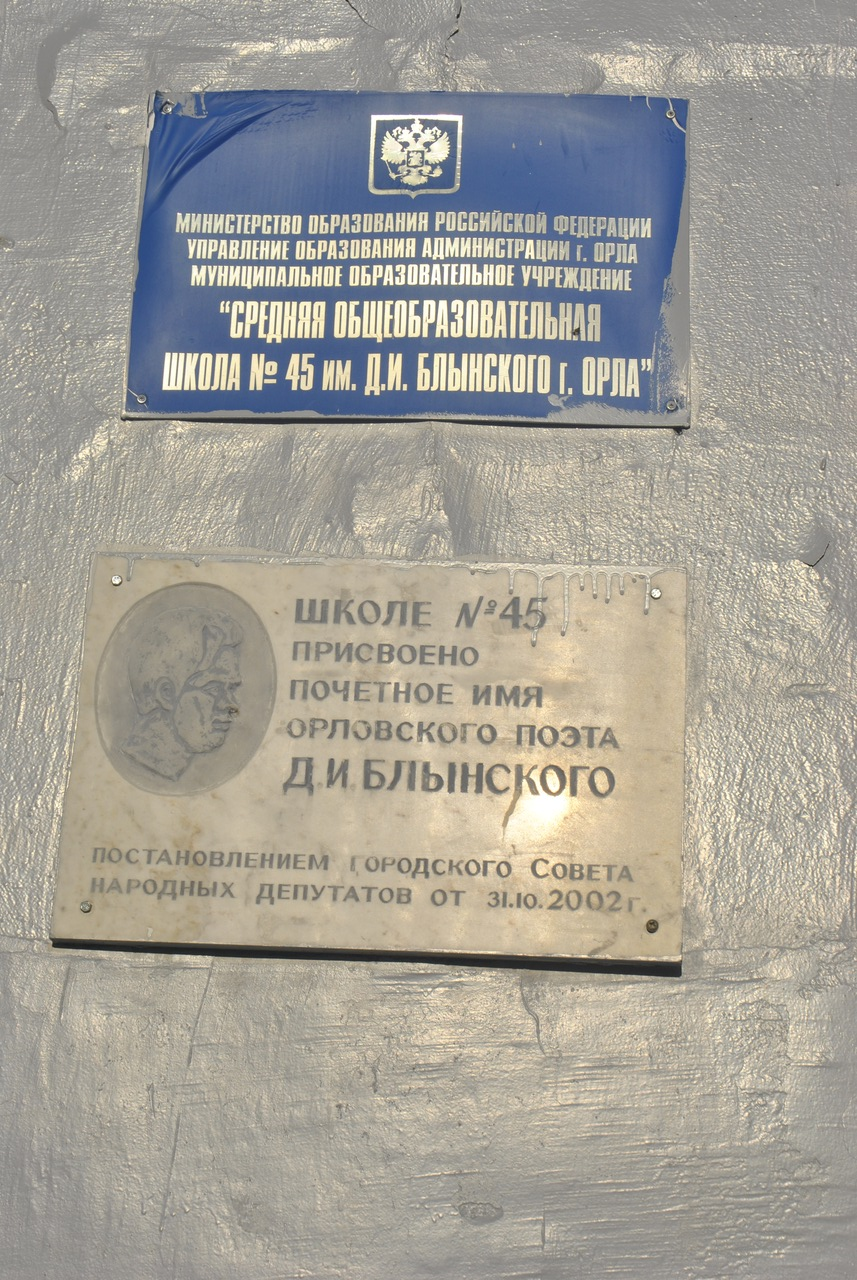
Мемориальная доска на фасаде школы № 45 города Орла

В орловских школах изучаются лирические произведения Дмитрия Блынского. В 2004 году 25 библиотек Орла и Орловской области провели социологическое исследование «Краеведческая книга в чтении современных детей и подростков», в котором приняли участие 560 человек. Отвечая на вопрос: «Кого из писателей-орловцев ты знаешь?», имя Дмитрия Блынского указали 2 % опрошенных среди детей 8—11 лет и 3 % — среди подростков.
В 1997 году в Орле увидела свет книга «Я полон света…», в которой творчество Дмитрия Блынского было представлено наиболее полно. В сборник вошли не только стихи Блынского разных лет, но и сказки, переводы, письма.

## Творчество
Дмитрий Блынский зачастую отождествляется с Сергеем Есениным. Современники вспоминают, что и внешне он походил на знаменитого поэта: это неоднократно подмечал Иван Дроздов, назвавший Блынского «русоволосым есениноподобным парнем (…) по-есенински голубоглазым, высоким, статным…». Сам Блынский неоднократно обращался к Есенину в своих произведениях.
Приоритетное направление в творчестве Блынского — пейзажная лирика, посвящённая Орловщине, — определилось уже в 1957 году, с выходом в свет сборника «Сердцу милый край», в основу которого легли стихотворения о малой родине поэта. «Основой его нравственного здоровья, — писал о Блынском Дмитрий Ковалёв, — была (…) орловская земля… (…) её сыны и дочери — его земляки. Все его стихи — о ней, о них… его любви к ним…». По мнению Льва Ошанина, любовь молодого литератора к родине и образность, присущая его стихам, формировались постепенно, под воздействием «запахов разнотравья и свежей древесной стружки, обучения в федоскинской художественной школе, матросской службы…».
Стихотворения Блынского отличаются внешней простотой — поэт был далёк от экспериментов с формой, или, как писал Ошанин, «оставался чужд всевозможным модернистским влияниям». Человеческая достоверность и поэтическая простота — вот что, по мнению последнего, являло собой высшие критерии поэта. Помимо тем природы и родины, затрагиваемых Блынским в его произведениях, он также писал о войне, очевидцем которой когда-то был сам. Современники подмечали, что, несмотря на тяготы, понесённые автором в годы войны, стихи Блынского на военную тематику не производили гнетущего впечатления, а напротив, по словам Ковалёва, были «тем жизнелюбивее, чем тяжелее…». Вообще, стихи, по воспоминаниям людей, знавших поэта, давались ему легко. Ввиду этого Блынский часто брался за написание того, что поощрялось в советской печати, посвящая свои произведения В. И. Ленину, его родственникам, в частности, матери, и соратникам по партии. Журналист Алексей Смирных назвал такие стихотворения Блынского «поспешными».